# Pedregal de San Francisco
Pedregal de San Francisco es una localidad de México localizada en el municipio de Tulancingo de Bravo en el estado de Hidalgo.

## Geografía
Se encuentra en la región geográfica del Valle de Tulancingo, le corresponden las coordenadas geográficas 20° 03’ 59.910” de latitud norte y 98° 24’ 12.391” de longitud oeste, con una altitud de 2159 m s. n. m. En cuanto a fisiografía se encuentra en la provincia de la Eje Neovolcánico, dentro de la subprovincia de Lagos y volcanes de Anáhuac; su terreno es de valle. En lo que respecta a la hidrografía se encuentra posicionado en la región del Pánuco, dentro de la cuenca del río Moctezuma, y dentro de las subcuenca del río Metztitlán. Cuenta con un clima semiseco templado.

## Demografía
En 2020 registró una población de 744 personas, lo que corresponde al 0.44 % de la población municipal. De los cuales 349 son hombres y 395 son mujeres.
| Gráfica de evolución demográfica de Pedregal de San Francisco entre 1995 y 2020              |
|                                                                                              |
| Población de los censos y conteos del Instituto Nacional de Estadística y Geografía (INEGI). |